# Alfons Stummer
Alfons Stummer (* 6. Jänner 1924 in Wien, Österreich; † 17. November 2014 ebenda) war ein österreichischer Kulturfilmproduzent, Regieassistent und Filmregisseur.

## Leben und Wirken
Stummer hatte kurz nach Ende des Zweiten Weltkriegs an der Wiener Universität Medizin, Psychologie und Theaterwissenschaft studiert und als Journalist gearbeitet. Anschließend stieß er als Volontär zum Film. Mit Beginn der 1950er Jahre produzierte und inszenierte er für die Rondo-Filmproduktions-G.m.b.H. Wien kurze Dokumentar- und Kulturfilme wie Albrecht Dürer, die große Holzschnittpassion, Heilende Quellen und Transport im Betrieb, an deren Drehbuch er gleichfalls beteiligt gewesen war und von denen zwei 1952 auch auf den Filmfestspielen von Cannes und Venedig vorgestellt wurden.
1954 wechselte Stummer zur Spielfilmregie und landete bereits mit seinem Erstling Echo der Berge, der in Deutschland unter dem sehr viel bekannteren Titel Der Förster vom Silberwald anlief, einen überragenden Erfolg, mit dem der Hauptdarsteller Rudolf Lenz schlagartig zum neuen Heimatfilm-Star avancierte. Nach nur einer einzigen weiteren Heimatfilm-Regie erhielt er aber kaum mehr Aufträge. 1959 und 1960 musste er sich mit zwei Regieassistenzen begnügen, seine letzte Arbeit als Regisseur legte er 1964 mit dem spekulativen Trash- und Exploitationfilm Der Satan mit den roten Haaren vor. Danach war er nicht mehr als Spielfilmregisseur tätig.

## Filmografie
Bis 1953 (Co-)Regie, Drehbuch und Produktion bei Dokumentarkurzfilmen, danach Regie bei Spielfilmen, wenn nicht anders angegeben:
- 1951: Albrecht Dürer, die große Holzschnittpassion
- 1952: Heilende Quellen
- 1952: Acht Milliarden für dich
- 1952: Glück auf!
- 1952: 20. Jahrhundert – Jahrhundert der Elektrizität
- 1953: Transport im Betrieb
- 1954: Der Förster vom Silberwald (Echo der Berge) (auch Co-Drehbuch)
- 1956: Wo die alten Wälder rauschen (auch Co-Drehbuch)
- 1959: Die unvollkommene Ehe (nur Regieassistenz)
- 1960: Geständnis einer Sechzehnjährigen (nur Regieassistenz)
- 1964: Der Satan mit den roten Haaren (auch Drehbuch)